# Війни роботів
«Війни роботів» (англ. Robot Wars) — американський фантастичний фільм 1993 року.
2041 рік. Дрейк, пілот старого бойового робота проводить на ньому екскурсії, поки не зазнає нападу бунтівників. Дрейк розкриває змову, якій можна завадити єдиним шляхом — знайшовши іншого бойового робота, схованого в пустелі.

## Сюжет
Унаслідок поширення отруйного газу 1993 року великі простори Північної Америки перетворилися на пустелю. США асимільовані в західний блок під назвою Північна півкуля. Вона протистоїть Східному альянсу, але водночас залежить від його ринку збуту, куди постачає бойових роботів «мінімегів».
Надворі 2041 рік, старий бойовий робот MRAS-2 у вигляді скорпіона лишився в Північної півкулі в єдиному примірнику. Його використовують для екскурсій по пустелі. Ним керують капітан Дрейк і його другий пілот Стампі. Рухаючись крізь пустелю, MRAS-2 потрапляє в засідку грабіжників «Центрос». Дрейк обирає оборонну стратегію, але його бос Руні наказує атакувати, щоб він міг похвалитися роботом перед генералом Ва-Лі та його помічником Чоу-Сінгом, високопоставленим особам зі Східного Альянсу, присланими закупити партію мінімегів. Робот перемагає, але археолог, доктор Леда Фаннінг, розбиває цінні зразки. Коли Дрейк повертає MRAS-2 у ангар, Леда свариться з Дрейком щодо зразків.
Дрейка викликають до офісу Руні, і він показує йому знайдену зброю «Центрос», яка походить від Східному альянсу. Дрейк підозрює, що Східний альянс таємно змовився з «Центрос», але Руні йому не вірить. Дрейк вимагає припинити поїздки на MRAS-2, щоб не ризикувати життями пасажирів, а коли отримує відмову, то обіцяє покинути пілотування. Тим часом Леда зустрічається зі своєю подругою-журналісткою Енні та розповідає їй про своє відкриття. Під покинутим містом Кристал-Віста лежать деталі для демонтованого робота MEGA-1.
Ва-Лі проводить традиційну бойову церемонію. Під час перерви в бою Чоу-Сінг привертає увагу Ва-Лі до Дрейка, підбурюючи їх до двобою. Дрейк спочатку відмовляється, але Ва-Лі наполягає. Дрейк збиває Ва-Лі з ніг ще до початку бою, спричиняючи його ще більшу неприязнь. Потім Дрейк покидає роботу пілота та йде добровольцем на боротьбу проти «Центрос».
Дрейк добуває нові докази, що «Центрос» оснащені обладнанням Східного альянсу. Попри це Руні дозволяє продовжити екскурсії, тільки тепер з пілотом Боулзом, якого навчає Ва-Лі. Пізніше в барі Стампі розповідає Дрейку, що його дідусь намагався сховати деталі MEGA-1. Тим часом Леда та Енні вирушають на MRAS-2 до Кристал-Віста. Вони знаходять деталі робота, але Енні повертається, щоб встигнути на зворотний шлях MRAS-2, а Леда залишається продовжити дослідження.
«Центрос» переслідують Леду та приєднуються до офіцерів Ва-Лі. Вони вбивають представників служби безпеки Північної півкулі та капітана Боулса. Ва-Лі наказує Чоу-Сінгу взяти пасажирів MRAS-2 у заручники та захопити Кристал-Віста. Ва-Лі бере керування MRAS-2, плануючи за допомогою робота випустити отруйні відходи. Руні благає Дрейка та Стампі повернути MRAS-2, і вони погоджуються, коли дізнаються, що «Центрос» захопили Леду. Їм вдається звільнити Леду та вбити Чоу-Сінга, а потім знайти MEGA-1 в зібраному стані.
Два роботи зустрічаються в пустелі і починають двобій. Дрейк спершу знімає кузов MRAS-2 із пасажирами, а потім йому вдається вивести з ладу MRAS-2 лазерними гарматами. Дрейк і Леда цілуються в кабіні MEGA-1.

## У ролях
- Дон Майкл Пол — Дрейк
- Барбара Кремптон — Леда
- Джеймс Стейлі — Стампі
- Ліза Рінна — Енні
- Денні Камекона — Ва-Лі
- Юдзі Окумото — Чжоу-Сінг
- Дж. Даунінг — лейтенант Планкетт
- Пітер Хаскелл — Руні
- Сем Скарбер — лейтенант Прітчард
- Стів Істин — Боулс
- Пітер Марк Васкес — лідер Центрос
- Берк Бирнс — технік
- Кіт С. Пейсон — охоронець
- Памела Деніз Вівер — пасажир 1
- Лі Магнусон — пасажир 2
- Мартін Л. Карлтон — пасажир 3
- Ерік Б. Сіндон — A / V голос
- Брек Грем — бойовик Центрос
- Бенджамін Сітцер — бойовик Центрос